# Valeriana apiifolia
Valeriana apiifolia är en kaprifolväxtart som beskrevs av A. Gray. och S. Wats. Valeriana apiifolia ingår i släktet vänderötter, och familjen kaprifolväxter. Inga underarter finns listade i Catalogue of Life.